# Mythicomyia rileyi
Mythicomyia rileyi är en tvåvingeart som beskrevs av Daniel William Coquillett 1893. Mythicomyia rileyi ingår i släktet Mythicomyia och familjen svävflugor. Inga underarter finns listade i Catalogue of Life.